# Hương đồng gió nội
Hương đồng gió nội (tiếng Trung: 酒是故鄉醇) còn có tên là  Plain Love III  là một bộ phim truyền hình chính kịch được sản xuất bởi TVB. Nội dung phim diễn ra tại một nhà máy rượu ở Trung Quốc vào khoảng năm 1900–1930. Nghề làm rượu cũng như những thử thách và gian truân của câu chuyện tình yêu giữa một góa phụ có minh hôn và là người hầu của nhà chồng là chủ đề chính của bộ truyện này. Bộ phim có tổng cộng 42 tập.
Bộ phim truyền hình được quay ở một số địa điểm ở Quảng Tây, bao gồm Công viên Rừng Quốc gia Guposhan, thác Bản Giốc và Hoàng Dao cổ trấn.

## Dàn diễn viên chính
- Lâm Gia Đống[5]
- Xa Thi Mạn
- Đặng Tụy Văn
- Nguyên Hoa
- Mã Đức Chung
- Dương Uyển Nghi
- Tần Bái
- Tăng Vĩ Quyền

### Bài hát chủ đề
The Wine of Mellow Shade (醇酒醉影 - Thuần Tửu Túy Ảnh)
- Lời bài hát: Au Chi-sum
- Hòa âm phối khí: Cố Gia Huy
- Trình bày: Trương Học Hữu & Trần Khiết Nghi